# Zivilisatorischer Prozess nach Darcy Ribeiro
Das Buch Der zivilisatorische Prozess ist ein Werk des brasilianischen Ethnologen und Kulturtheoretikers Darcy Ribeiro (1922–1997) aus dem Jahre 1968, in dem er eine Entwicklungsstufentheorie unter Einschluss aller Kulturen weltweit formuliert.

## Beschreibung
Der wesentliche Faktor der Geschichte ist für ihn der technische Fortschritt bzw. die Produktivkraftentfaltung. Deren Veränderungen ziehen jeweils bestimmte Gesellschafts- und Wirtschaftsverhältnisse (bzw. Produktionsverhältnisse in der marxistischen Terminologie) nach sich.
Folgende Gesellschaftstypen sind nach Darcy Ribeiro zu unterscheiden:
- zwei verschiedene archaische Gesellschaften
  - undifferenzierte Gartenbaudörfer
  - ländliche Handwerkerstaaten
- fünf verschiedene regionale Gesellschaften
  - theokratische Bewässerungsreiche (altes China; Inka-Staat)
  - merkantil-sklavistische Reiche
  - despotisch-salvationistische Reiche
  - nomadisierende Hirtenhorden
  - nomadisierende Hirtenstämme
- zehn verschiedene weltweite Zivilisationen

Zusätzlich unternimmt Darcy Ribeiro eine chronologische Einteilung der Geschichtsepochen nach technologischen Revolutionen. Bis Ende des 20. Jahrhunderts gab es laut Darcy acht verschiedene technologische Revolutionen.
Drei zu unterscheidende Entwicklungsstufen sind nach Ribeiro Darcy:
- 1. Stufe (Grundstufe) – adaptives System – „materielle Reproduktion“: Stoffwechsel mit der Natur, Rohstoffgewinnung und andere Urproduktion, Verarbeitung, Arbeitsteilung, Anwendung von Produktionstechniken
- 2. Stufe – assoziatives System – „soziale Reproduktion“: Familie, Gemeinschaft, Gesellschaft, Staat bzw. staatliche Organisation, Unternehmen/Betriebe, u. a.
- 3. Stufe – ideologische Systeme – „ideelle Reproduktion“ (meint das ideell-geistige System)
  - Religion, Weltanschauung, Ideologie
  - Philosophie, Wissenschaft (inkl. Technikwissenschaft)
  - Recht, Normen, Wertvorstellungen
  - Kunst im engeren Sinne (Musik, Literatur, bildende Kunst)

Die dritte Stufe schließt Wissensgenerierung und Wissensvermittlung, d. h. die „Produktion des Humankapitals“ für Stufe 1 und 2 ein.
Ribeiros Theorie lässt sich wie folgt charakterisieren:
- sie ist global, d. h. nicht ethno- bzw. eurozentristisch
- sie impliziert eine starke kulturelle und historische Differenzierung, jedoch keine zwangsläufige Stufenabfolge (wie bei den eurozentristischen Stufentheorien) und keine lineare Fortschrittstendenz (keine Teleologie, d. h. keine zwangsläufigen Prozesse in eine bessere Zukunft)
- Aufstieg und Niedergang sind möglich, die Geschichte ist also offen, d. h. der historische Prozess ist kontingent: keine Zukunft ohne Herkunft